# 東京高等学校 (旧制)
| 東京高等学校 | 東京高等学校                              |
| ------------ | ----------------------------------------- |
| 創立         | 1921年                                    |
| 所在地       | 東京府豊多摩郡中野町 （現・東京都中野区） |
| 初代校長     | 湯原元一                                  |
| 廃止         | 1950年                                    |
| 後身校       | 東京大学教育学部附属中等教育学校          |
| 同窓会       | 東京高等学校 同窓会                       |

旧制東京高等学校（きゅうせいとうきょうこうとうがっこう）は、1921年（大正10年）11月に設立された官立の旧制7年制高等学校。当時の略称は「東高」（とうこう / とんこう）。

## 概要
- 3年制の高等科に加え4年制の尋常科を設置する、日本初の7年制一貫教育の高等学校であった。
- 初代校長の湯原元一がイギリスのパブリックスクールを範とする自由主義教育を推進したこともあり、校風は他校のバンカラ的でかつ日本的な管理型教育と一線を画して、自主自律のスマートで特色のある校風であった。その都会的で軽快なイメージから、ひところ「ジェントルマン高校」の異名がつき、比較的良家の子弟が通う学校であった。
- 寄宿舎として「大成寮」が設置され、1年生は原則として全寮制であった。
- 東京高等学校の名称を巡っては、同じく七年制で日本初の私立高校である旧制武蔵高等学校が当初は「東京高等学校」とする予定であったのを、同時期に設立が決まった官立の本校に譲ったという経緯がある。
- 卒業生により東京高等学校同窓会 - ウェイバックマシン（2004年6月11日アーカイブ分）が結成されている。同窓会員は、１回から23回までの卒業生と、高等科1年修了のみの24回生、尋常科のみ修了の25回生で構成されている。
- 現行の東京高等学校は上野清によって設立された上野塾を起源とする私学であり、校名も当校廃止後の1954年から名乗り始めたものであるため、関連性は全く無い。

## 沿革

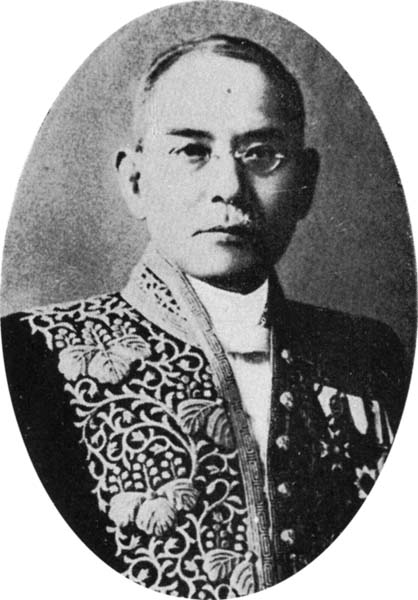
初代校長・湯原元一

### 東校の創立と校風の形成
当時の日本の七年制高校は、大正期に大学の範囲が旧制帝国大学から私立大学も含むように拡大された学制改革(1918年)とともに、高等学校が大増設される中で、新たな制度として1918年公布（翌1919年施行）の第二次高等学校令に基づき、高等学校は本科たる高等科の予備課程として（旧制）中学校の課程に相当する「尋常科」（修業年限4年）を併設することが可能で、東京高等学校は、日本初の7年制一貫教育（現在の中高一貫校制度に加え大学の１年間の教養課程）の高等学校のひとつとして誕生した。尋常科（修業年限4年）、および文科理科の高等科（修業年限3年）からなる官立7年制高校は、日本には２校のみ（旧制東京高等学校/1921年・旧制台北高等学校/1922年）だけ存在した。
七年を掛けてLiberal Arts and Sciences を教えるような学校をつくることが創設趣旨であり、英国のパブリックスクールやドイツのギムナジウムに範を取り、官立高校としては唯一高等科の文理両方に「丙類」（仏語専修）を設置するなど、独特の教育制度のもとに数々の傑出した人材を生みだした。東京帝大への進学率は8割に達し、エリート教育を実践する名門校であった。
以下は、三国一朗（エッセイスト）の回想より。名古屋の八高を卒業し、昭和十六年（1941年）春に東京帝大文学部社会学科に入った三国は、口の利き方、制服の着こなしまではっきりちがう「異様なタイプの東大生の一群」に出会ってびっくりした、と回想している。三国は「彼らは私にとって＜異邦人＞に他ならなかった」とも言うが、そのスマートで紳士的な一群は七年制の旧制東京高等学校の出身者だった。

### 戦時下の東高
1941年（昭和16年）の太平洋戦争の開戦とともに、東高の校風は自由主義から軍国主義に傾いた。当時の状況を網野善彦は「あの学校はわりに自由な雰囲気があったんです。ところが入学した年か翌年にきた文部省送りこみの校長が、東京高校はどうもたるんでいる自由主義的でけしからんということで、反動的にひどくなっていった」と述べている。この校長は時期からすれば、藤原正である。北海道帝国大学予科主事を経て現職。北大予科でも、風紀取締りに力を入れていた。1941年に東京高校高等科に入った星新一は「入ってみてわかったことだが、この学校はとてつもなく軍事色が強く、教師だけならまだしも、生徒たちの多くもそのムードに迎合していたので、うんざりした。着るものはもちろん、食うものもだんだん不足してくるし、学校は全部が狂っているし、まったく、どうしようもない日常だった」と述べている。1941年に東京高校高等科に入った永山貞則もまた「高等科に入った昭和16年の12月に太平洋戦争がはじまって、軍国主義的な風潮が校内にも入ってきて、自由な空気も薄れてきました」と述べている。

### 戦時中の臨時措置
太平洋戦争が激化すると、非常時の臨時措置として1942年、43年には半年繰り上げの2年半で、また、1943年入学の学年からは法改正により正式に修業年限が2年に短縮された。ただし、終戦直後の1945年9月に再び修業年限3年に改められたため、2年の年限で卒業したのは1943年入学の学年だけである。
- 1922年4月入学→1929年3月卒業（正規7年）（尋常科1年生＝1回生）
- 1940年4月入学→1942年9月卒業（正規3年・半年短縮）
- 1941年4月入学→1943年9月卒業（正規3年・半年短縮）
- 1942年4月入学→1943年11月仮卒業→1944年9月卒業（正規3年・半年短縮）
- 1943年4月入学→1945年3月卒業（正規2年）
- 1944年4月入学→1947年3月卒業（正規2年・1年延長）
- 1945年4月入学→1948年3月卒業（正規2年・1年延長）
- 1946年4月入学→1949年3月卒業（正規3年）（尋常科1年生募集＝東京大学教育学部附属中等教育学校1回生）
- 1947年4月入学→1950年3月卒業（正規3年）（尋常科1年生＝募集停止）
- 1948年4月入学（学校改革により新制高校開始）→1949年3月修了（＊尋常科2年生募集＝東京大学教育学部附属中等教育学校2回生、尋常科1年生募集＝東京大学教育学部附属中等教育学校3回生）

### 新制東京大学への移行
第二次世界大戦終了後にGHQ要請で設置されていた教育刷新委員会（委員長は東京帝国大学　南原繁総長）において、旧制高等学校の今後について、それらを国立大学に含める案と、カレッジ（独立学校）として前期大学を担わせる案（全国高等学校校長会議案）とが審議され、昭和22年12月下旬に後案が葬られ旧制高等学校の消滅が決定した。1948年（昭和23年）GHQの指導による旧制高校制度廃止に伴い、六・三・三・四の新学制が始まり、東高は新制東京大学に包括され、高等科は東京大学教養学部と東京大学附属高等学校へ、尋常科は東京大学附属中学校へと再編され、学制改革が進んだ。
1922年4月の開校から1950年3月の廃校に至るまで、卒業生の総数は4007名だった。

### 年表
- 1921年（大正10年）11月：7年制旧制高等学校（尋常科4年、高等科3年）として発足し、神田の旧外国語学校跡を仮校舎とする。初代校長は湯原元一。（＝1回生）
- 1922年（大正11年）4月：開校。尋常科の授業開始。
- 1923年（大正12年）11月：中野の新校舎（現東京大学中野キャンパス）に移転。
- 1925年（大正14年）4月：高等科設置。
- 1928年（昭和3年）3月：初の卒業生を送り出す。（＝1回生卒業）
- 1945年（昭和20年）：米軍の空襲で校舎焼失。藤原正校長追放。
- 1946年（昭和21年）：尋常科1年生の募集再開。（＝東京大学教育学部附属中等教育学校1回生）
- 1947年（昭和22年）：東京帝国大学が新制東京大学となる。翌年からの学制改革のため、高等科1年生募集停止。尋常科1年生募集停止。
- 1948年（昭和23年）
  - 3月:21回生卒業。
  - 4月:GHQの指導による学校改革に伴い東京大学に包括され、六・三・三・四の新学制が始まり、尋常科の一部は「東京大学附属中学校」（現東京大学教育学部附属中等教育学校）へと再編される。1・2年生を東京大学附属中学校として募集し、旧制東京高等学校尋常科3年生を東京大学附属中学校3年生へと改組。
  - 5月：30日の入学式をもって、附属学校が実質的に発足。東京高等学校長に峰尾都治、校長代理に東京大学文学部教授・海後宗臣が任命される（東京大学は東京大学附属学校開設の予定で旧制東京高等学校尋常科1・2年を募集)。
- 1949年（昭和24年）
  - 4月：中学校1年男子80名、女子40名の男女共学が始まる。尋常科4年生は学年進行により「東京大学附属高等学校」（現東京大学教育学部附属中等教育学校））1年生となり、新制の高等学校が発足し「日本初の共学中高一貫の形態」が始まる。これをもって東高は実質的に消滅した。
  - 5月：東京大学教養学部設置。東京高等学校と第一高等学校から再編された。
6月：学制改革に伴い旧制東京高等学校は、東京大学に包括され、高等科2年生は「東京大学東京高等学校」3年生となる。学校長に東京大学経済学部教授矢内原忠雄、校長代理に海後宗臣が任命される。
  - 11月：第1回文化祭を行う。
- 1950年（昭和25年）
  - 3月：23回生卒業と同時に廃校。

## 歴代校長
- 湯原元一：1921年11月 - 1927年4月[3]
- 塚原政次：1927年4月 - 1934年8月[3]
- 近澤道元：1934年8月 - 1940年1月[3]
- 藤原正：1940年1月[3] - 1945年11月24日[7]
- 峰尾都治：1945年11月24日[7] -

## 校地の変遷と継承
東高校地（翠ヶ丘 / 翠陵）は東京府豊多摩郡中野町栄町通一丁目（現在の東京都中野区南台1-15-1）に位置し、米軍の空襲による校舎の焼失後は仮校舎（旧制一高の明寮（現在は廃寮）や旧中央航空研究所（現：東大三鷹国際学生宿舎）など）を転々としている間に学制改革・廃校を迎えることとなった。東高尋常科は東京大学教育学部附属中学校・高等学校（現：東京大学教育学部附属中等教育学校）に転換され、校地も継承され現在に至る。東大附属の毎春の入学式の際には東京高等学校からの起源と伝統が学校長講話により新入生に継承され、校内には旧東高を記念するモニュメントや「東高記念館」が建立されている。また、かつての大成寮・野球場の跡地には東大海洋研究所が設置されていたが、2010年4月に柏キャンパスへ移転し、現在は総合教育棟と体育館が配置されている。

## 主な出身者

### 政官界
- 赤羽桂 - 大蔵省関税局長（1971年10月-72年11月逝去）
- 大村襄治 - 自治省財政局長、防衛庁長官
- 内田藤雄 - 駐西ドイツ大使 / 内田光子の父
- 鈴木秀雄 - 大蔵省国際金融局長、IMF理事 / 鈴木竹雄の弟
- 土田國保 - 警視総監
- 林修三 - 法制局長官、大蔵官僚
- 平井富三郎 - 通産事務次官、新日本製鐵社長
- 平泉渉 - 科学技術庁長官、経済企画庁長官、衆議院議員、参議院議員
- 松浦功 - 自治事務次官、法務大臣
- 三好達 - 最高裁判所長官
- 前田宏 - 検事総長
- 村井順 - 総理大臣官房調査室長、内務官僚
- 吉國二郎 - 大蔵事務次官、横浜銀行頭取
- 吉國一郎 - 内閣法制局長官、商工・通産官僚
- 岸田文武 - 中小企業庁長官、衆議院議員
- 三角哲生 - 文部事務次官
- 藤山楢一 - 駐英大使
- 平原毅 - 駐英大使
- 松井明 - 駐仏大使
- 高橋浩一郎 - 気象庁長官
- 岡田広 - 参議院議員（自由民主党）、軍恩連盟全国連合会会長
- 米沢滋 - 電電公社総裁、逓信技官

### 財界
- 日向方齊 - 住友金属工業会長、関西経済連合会会長
- 篠島秀雄 - 三菱化成会長
- 松井武 - 松井証券社長
- 亀井茲建 - 東北開発（現：三菱マテリアル）総裁 / 亀井久興の父
- 横山正克 - 博報堂専務取締役
- 松岡謙一郎 - 日本教育テレビ（現：テレビ朝日）副社長 / 松岡洋右の長男
- 中村俊男 - 三菱銀行会長
- 杉浦敏介 - 日本長期信用銀行会長
- 伊部恭之助 - 住友銀行会長
- 池浦喜三郎 - 日本興業銀行会長
- 松下正治 - 松下電器産業会長
- 久保富夫 - 三菱自動車工業会長 / 一〇〇式司令部偵察機（新司偵）主任設計者
- 舘豊夫 - 三菱自動車工業会長
- 住吉弘人 - コスモ石油社長
- 土田晃透 - 明治生命保険社長
- 高橋忠介 - ロイヤルホテル社長、住友銀行副会長
- 渡邉恒雄 - 読売新聞社会長
- 氏家齊一郎 - 日本テレビ放送網会長
- 田中健五 - 文藝春秋社長・会長
- 小倉昌男 - ヤマト運輸会長、宅急便生みの親
- 歌田勝弘 - 味の素社長、経団連副会長
- 三好俊吉 - 日本鋼管社長
- 大國昌彦 - 王子製紙会長

### 学術・文化
- 滝原俊彦 - 教育学者
- 清水幾太郎 - 社会学者
- 宮城音弥 - 心理学者
- 矢野健太郎 - 数学者
- 河田敬義 - 数学者
- 小寺明 (化学者)
- 伏見康治 - 理論物理学者
- 森有正 - フランス文学者
- 南博 - 社会心理学者
- 星新一 - SF作家
- 黒田寛一（中退） - 革マル派の創設者
- 網野善彦 - 歴史学者
- 吉田満 - 日本銀行勤務、作家
- 朝比奈隆 - 指揮者
- 石川馨 - 化学工学者、武蔵工業大学（現：東京都市大学）元学長、QCサークル運動提唱者
- 伊東俊太郎 - 科学史家、東京大学名誉教授、国際日本文化研究センター名誉教授、麗澤大学名誉教授
- 渡辺慧 - 物理学者、情報科学者
- 西島和彦 - 物理学者、文化勲章受章
- 猪瀬博 - 電子工学者、文化勲章受章
- 本多健一 - 電気化学者、文化功労者
- 家永三郎 - 日本史学者
- 永原慶二 - 日本史学者
- 佐々木潤之介 - 日本史学者
- 山本達郎 - 東洋史学者、文化勲章受章
- 木村尚三郎 - 西洋史学者
- 柴田三千雄 - 西洋史学者、フランス革命研究
- 関根正雄 - 聖書学者
- 糸川英夫 - ロケット工学者
- 日高六郎 - 社会学者
- 小宮隆太郎 - 経済学者
- 川田侃 - 国際政治学者
- 桶谷繁雄 - 冶金工学者、保守派論客として活躍
- 串田孫一 - エッセイスト
- 藤岡和賀夫 - 広告プロデューサー
- 清水英夫 - 憲法学者、放送倫理・番組向上機構前理事長
- 生野幸吉 - ドイツ文学者、詩人
- 岩淵達治 - ドイツ文学者
- 中村登 - 映画監督
- 小山田宗徳 - 俳優
- 檜山義夫 - 魚類学者
- 江上不二夫 - 生化学者、日本学術会議元会長
- 八杉龍一 - 生物学史家
- 二宮敬 - フランス文学者
- 高橋康也 - 英文学者
- 藪重夫 - 民法学者
- 高柳信一 - 行政法学者
- 朝倉季雄 - フランス語学者
- 佐竹昭広 - 国文学者
- 生松敬三 - 哲学者
- 城塚登 - 倫理学者、共立女子大学元学長
- 望月清司 - 経済学者、専修大学元学長
- 入野義郎 - 作曲家
- 戸田邦雄 - 作曲家
- 舟橋和郎 - 脚本家
- 小川登喜男 - 登山家
- 瀬田貞二 - 児童文学研究者、翻訳家
- 佐川吉男 - 音楽評論家

## 関連書籍
- 秦郁彦 『旧制高校物語』 文春新書、2003年 ISBN 4166603558
- 『日本近現代史辞典』 東洋経済新報社、1978年

尾崎ムゲン作成「文部省管轄高等教育機関一覧」参照